# 1847 في المملكة المتحدة
فيما يلي قوائم الأحداث التي وقعت خلال عام 1847 في المملكة المتحدة.

## كتب
من الكتب التي صدرت هذه السنة في المملكة المتحدة:
- 1 يناير – أغنيس غراي من تأليف آن برونتي.

## مواليد

### يناير
- 1 يناير – ماري ليبودي
- 1 يناير – ويليام سيمز أندروز

### فبراير
- 9 فبراير – هيو هيوز ثيولوجي من المملكة المتحدة.
- 14 فبراير – أنا هوارد شو ناشطة وطبيبة أمريكية، رائدة في حركة حق المرأة في التصويت.
- 27 فبراير – إلين تيري

### مارس
- 3 مارس – ألكسندر غراهام بيل عالِم ومخترع عُرف لعمله على الهاتف.

### مايو
- 7 مايو – أرشيبالد بريمروز سياسي بريطاني.
- 15 مايو – راي لانكستر

### سبتمبر
- 8 سبتمبر – ريتشارد بارون
- 14 سبتمبر – وليام إدوارد ايرتون

### أكتوبر
- 1 أكتوبر – آني بيزنت

### نوفمبر
- 22 نوفمبر – ريتشارد بودلر شارب
- 29 نوفمبر – إدغار سميث

### ديسمبر
- 18 ديسمبر – بايروم برامويل
- 21 ديسمبر – جون شارد

## وفيات

### فبراير
- 10 فبراير – تشارلز هاتشت (مواليد 1765) كيميائي بريطاني.

### مارس
- 9 مارس – ماري آننغ (مواليد 1799) إحاثية من المملكة المتحدة.

### يونيو
- 11 يونيو – جون فرانكلين (مواليد 1786) مستكشف من المملكة المتحدة.